# Arsen Soghomonyan
Arsen Soghomonyan, né à Erevan en 1983, est un artiste lyrique arménien, qui a commencé sa carrière de chanteur comme baryton avant de devenir ténor.

## Débuts en baryton
Arsen Soghomonyan a fait ses études musicales à l'école de musique Barkhudaryan dont il est diplômé. Par la suite, de 2000 à 2006, il étudie avec Rafael Hakopyants au Conservatoire d'État Komitas d'Erevan. Il reçoit alors une formation de baryton, et il fait ses débuts dans cette tessiture, dans le rôle de Fiorello de Il Barbiere di Siviglia avec l'Orchestre philharmonique national arménien sous la direction d'Eduard Topchyan. Il a ensuite été invité au Théâtre académique national arménien d'opéra et de ballet, où il a interprété plusieurs des principaux rôles de baryton.
En 2006, Arsen Soghomonyan reçoit le prix d'État d'Arménie des mains du président de la République d'Arménie. Il a également remporté le premier prix du concours international Pavel Lisitsian (en) de chanteurs d'opéra à Vladikavkaz et a eu l'honneur de participer à une masterclass avec Pavel Lisitsian lui-même.
Arsen Soghomonyan est engagé ensuite au Théâtre Musical Stanislavsky et Nemirovitch-Danchenko, où il fait ses débuts sur scène comme premier baryton. De 2009 à 2017, il est l'un des principaux barytons de la troupe d'opéra du prestigieux théâtre. Son répertoire comprenait Figaro dans Il Barbiere di Siviglia, Germont père dans La Traviata, Belcore dans L'elisir d'amore, Eletsky dans La Dame de Pique et Napoléon dans Guerre et Paix de Prokofiev, Taddeo dans L'italiana in Algeri de Rossini. Il est également apparu en tant qu'artiste invité au Théâtre Bolchoï de Moscou, où il se produit pour la première fois dans le rôle de Germont père dans la Traviata en 2015.

## Carrière de ténor
C'est en mars 2017 qu'il apparait pour la première fois dans un rôle de ténor celui de Cavaradossi dans Tosca au théâtre Stanislavsky et Nemirovich-Danchenko de Moscou. Il poursuit ensuite une carrière de ténor qui l'amène sur les plus grandes places d'Europe. Il interprète Otello avec l'Orchestre philharmonique de Berlin sous la direction de Zubin Mehta, en avril 2019, aux côtés de la Desdémone de Sonya Yoncheva et du Iago de Luca Salsi. Il est alors remarqué, notamment du fait de « baritonal gefärbter Stimme (sa voix aux couleurs barytonales) ». Il chante également Canio dans Pagliacci au Teatro di San Carlo de Naples en février 2019.
En 2019 également, le label Opera Rara le choisit pour l'enregistrement de son intégrale de la première œuvre de Puccini Le Willis et Forum opéra souligne, dans l'analyse du CD publié, que « Arsen Soghomonyan possède des moyens imposants ». Il est à nouveau sollicité par le label pour l'enregistrement de Zingari de Ruggero Leoncavallo où il incarne un « Radu, attachant, sensible et digne ».
Il fait ses débuts à l'Opéra d'État de Bavière en 2021 dans le rôle titre d'Otello avant d'incarner, en avril puis juillet 2023, le comte Pierre Bezoukhov dans Guerre et Paix, l'œuvre de Prokofiev dans la nouvelle mise en scène de Dmitri Tcherniakov. Il en donne « une couleur sombre qui en fait un personnage plus introverti que maladroit ».
Au festival de Pâques de Baden Baden en 2022, il incarne Herman dans La Dame de Pique sous la direction de Kiril Petrenko dans la mise en scène de Moshe Leiser et Patrice Caurier, rôle qu'il reprend lors de la version concert qui suit à la Philharmonie de Berlin, et qualifiée de « Très solide de projection et d’endurance, capable de fort belles nuances », sa prestation est saluée.
Au festival d'Aix en Provence, le 17 juillet 2023, il est amené à remplacer Jonas Kaufmann souffrant, dans le rôle-titre d'Otello, en version concertante, aux côtés du Iago de Ludovic Tézier et de la Desdémona de Maria Agresta.

## Discographie
- Giacomo Puccini - Le Willis - Guglielmo Gulf : Brian Mulligan - Anna, sa fille : Ermonela Jaho - Roberto : Arsen Soghomonyan - Opera Rara Chorus - London Philharmonic Orchestra - Direction musicale : Sir Mark Elder - 1 CD Opera Rara 2019.

- Ruggero Leoncavallo – Zingari - Fleana, Krassimira Stoyanova - Radu, Arsen Soghomonyan - Tamar, Stephen Gaertner - Le vieillard, chef de la tribu, Lukasz Golinski - Chœur d’Opera Rara - Royal Philharmonic Orchestra - Direction musicale, Carlo Rizzi - 1 CD Opera Rara, 2022